# 尼科巴立蛤
尼科巴立蛤（学名：Meropesta nicobarica），亦作尼可巴馬珂蛤，是帘蛤目马珂蛤科立蛤屬的一种。主要分布于越南、新加坡、中国大陆、台湾，常栖息在潮间带至潮下带20米。得名於印度安達曼海的尼科巴群島。